# ラ・シャペル＝デュ＝ジュネ
ラ・シャペル＝デュ＝ジュネ （La Chapelle-du-Genêt）は、フランス、ペイ・ド・ラ・ロワール地域圏、メーヌ＝エ＝ロワール県のかつて存在したコミューン。現在はボープレオ＝アン＝モージュの一部である。

## 地理
モージュ地方にあるアンジューのコミューンで、ボープレオの南西に位置し、ジェステからボープレオの間を走る県道756号線が通る。エヴル川は町の北の境界と接している。

## 歴史
第一次世界大戦では、30人の出身者が命を落とした。第二次世界大戦では住民から被害者は出なかった。

## 人口統計
| 1962年 | 1968年 | 1975年 | 1982年 | 1990年 | 1999年 | 2006年 | 2012年 |
| ------ | ------ | ------ | ------ | ------ | ------ | ------ | ------ |
| 689    | 722    | 780    | 919    | 924    | 1002   | 1231   | 1201   |

source=1999年までLdh/EHESS/Cassini、2004年以降INSEE